# Луунья (волость)
Лу́унья (ест. Luunja vald) — волость в Естонії, адміністративна одиниця самоврядування в повіті Тартумаа.

## Географічні дані
Площа волості — 134 км2, чисельність населення на 1 січня 2017 року становила 4202 особи.

## Населені пункти
Адміністративний центр — селище Луунья (Luunja alevik).
На території волості розташовуються 20 сіл (küla):
Вейбрі (Veibri), Війра (Viira), Кабіна (Kabina), Кавасту (Kavastu), Какуметса (Kakumetsa), Кийву (Kõivu), Кікасте (Kikaste), Логква (Lohkva), Мурі (Muri), Паюкурму (Pajukurmu), Пиввату (Põvvatu), Пілка (Pilka), Поксі (Poksi), Рииму (Rõõmu), Сава (Sava), Савікоя (Savikoja), Сірґу (Sirgu), Сірґуметса (Sirgumetsa), Сяезекирва (Sääsekõrva), Сяескюла (Sääsküla).

## Історія
16 травня 1991 року Лууньяська сільська рада була перетворена у волость зі статусом самоврядування.

## Муніципалітети-побратими
- Алавеска, Фінляндія (1990)[3]
- Йямсянкоскі, Фінляндія (1995)[3]